# Bad (álbum)
Bad es el séptimo álbum de estudio del cantante estadounidense Michael Jackson, publicado el 31 de agosto de 1987 por Epic Records. El álbum fue escrito y grabado en un periodo de casi un año y marcó la colaboración final entre el intérprete y el productor Quincy Jones. Jackson se involucró como coproductor y compuso nueve de los diez temas del álbum, dos de los cuales son duetos. Experimentando con ingeniería de sonido moderna, el tándem incorporó géneros como rock, funk, R&B, dance, soul y hard rock, con implementos como sintetizadores y cajas de ritmos. Bad además explora una variedad de temáticas, incluyendo el sesgo mediático, la paranoia, la discriminación racial, el romance, la superación personal y la paz mundial.
Publicado casi cinco años después del álbum anterior de Jackson, Thriller, y ampliamente anticipado en el mercado de la música popular, Bad debutó en el número uno de la lista de éxitos Billboard 200, y vendió más de dos millones de copias durante su primera semana en Estados Unidos. También alcanzó el primer puesto en otros veinticuatro países, incluido el Reino Unido, donde vendió 500 000 en sus primeros cinco días y se convirtió en el álbum más comercialmente exitoso del país en 1987. Nueve canciones se divulgaron como sencillos oficiales, y otra para su radiodifusión únicamente. Siete se posicionaron entre «los mejores veinte» del Billboard Hot 100, cinco de ellas en el puesto máximo: «I Just Can't Stop Loving You», «Bad», «The Way You Make Me Feel», «Man in the Mirror» y «Dirty Diana». Esto estableció a Jackson como el artista con más canciones número uno de un mismo álbum en dicho listado. Hasta 1991, Bad era el segundo disco más vendido de todos los tiempos, detrás de Thriller, con 25 millones de copias en todo el mundo.
Se promocionó con el filme Moonwalker (1988), que incluía vídeos musicales de las canciones «Speed Demon», «Leave Me Alone», «Man in the Mirror» y «Smooth Criminal». La película se convirtió en el lanzamiento en vídeo casero más vendido de todos los tiempos. La gira mundial de Bad, la primera en solitario de Jackson, recaudó 125 millones USD, con lo que se convirtió en la gira de conciertos en solitario de mayor recaudación de la década de 1980. Jackson ofreció 132 conciertos en quince países para una audiencia de 4.4 millones de personas, lo que incluye un récord de siete presentaciones con entradas agotadas en el estadio de Wembley. Al tercer concierto, el 16 de julio de 1988, asistieron Diana de Gales y el príncipe Carlos. También fue la última gira de Jackson que se presentó en Estados Unidos.
Bad es uno de los álbumes más vendidos de todos los tiempos, con más de 35 millones de copias vendidas en todo el mundo. En 2017, la Recording Industry Association of America (RIAA) lo certificó con disco de diamante. Varias publicaciones acreditadas lo han nombrado como uno de los mejores álbumes de todos los tiempos. Fue nominado a seis premios Grammy, y ganó en la categoría «Mejor arreglo para álbum - no clásico» y «Mejor videoclip» (por «Leave Me Alone»). En los Billboard Music Awards de 1989, Jackson recibió el primer «Spotlight Award» (que reconoce a artistas destacados) y Bad ganó el premio «Álbum del año».

## Antecedentes
El sexto álbum en solitario de Jackson, Thriller, salió al mercado a finales de 1982, y en 1984 fue certificado veinte veces platino por ventas de más de 20 millones de copias solamente en Estados Unidos. El cantante fue ampliamente considerado como uno de los afroamericanos más influyentes en la historia de la industria del entretenimiento, cuya popularidad era comparable a la de Elvis Presley en la década de 1950 y The Beatles en la de 1960. Según la revista Rolling Stone: «Michael Jackson se encumbró en los años ochenta de la manera en que ninguna superestrella antes o después ha dominado una era [...] Y Thriller es la razón. Aún en sus veintes, la estrella infantil del R&B de la década de 1970 se había convertido en un hombre con sentimiento Tecnicolor: un cantante, bailarín y compositor con instintos de cruce incomparables».
Los cuatro años posteriores a Thriller se vieron empañados por la deteriorada relación de Jackson con su familia, su distanciamiento de los testigos de Jehová, amistades rotas con celebridades y la presión por la fama. El cantante ambicionaba vender cien millones de copias de su próximo álbum y, según algunos de sus asociados, estaba nervioso por completarlo. En medios de comunicación se habían extendido reportes sobre su comportamiento y cambio de apariencia; poseía una cara más marcada, tez más clara —producto de un caso indetectado de vitiligo—, una nariz más fina y un hoyuelo en la barbilla. En 1987, la revista Spin afirmó que «en un tiempo récord, [Jackson] ha pasado de ser una de las celebridades más admiradas a una de las más absurdas. Y la presión para recuperarse ante la opinión pública lo está paralizando».
Jackson quería arriesgarse a tomar una nueva dirección musical, con un «tono más enojado y un sonido más feroz». De acuerdo con el músico Steve Stevens, quien participó en la realización de Bad, Jackson había intentado indagar en él acerca de bandas de rock como Mötley Crüe. Después de que el cantante escribiera un puñado de canciones en sus álbumes Off the Wall (1979) y Thriller, el productor Quincy Jones lo alentó a escribir más para su siguiente lanzamiento. En 2017, Jones comentó para Rolling Stone: «Todo el desorden [en la vida de Jackson] estaba empezando a acumularse, así que le dije que creía que era hora de que hiciera un álbum muy honesto».

## Producción
Bad fue la colaboración final de Jackson con Quincy Jones, quien produjo Off the Wall  y Thriller. El cantante comenzó a grabar maquetas para el álbum sucesor de este último en noviembre de 1983, al mismo tiempo que realizaba el disco Victory con el grupo The Jacksons. Pasó el periodo comprendido entre 1985 y 1987 alejado del escrutinio público, mientras escribía y grababa canciones en su estudio casero de Encino, Los Ángeles, con un grupo de músicos e ingenieros conocido como el «equipo B», que incluía a Bill Bottrell. Las maquetas se llevaron al estudio de grabación Westlake, en West Hollywood, California, para que las terminara el «equipo A», que estaba conformado por Jones y el ingeniero Bruce Swedien. Jones declaró que este fue un periodo de arduo trabajo, y que en un momento dado había empezado a fumar 180 cigarrillos al día.
Jackson estaba ansioso por encontrar sonidos innovadores y se mostró muy interesado en la nueva tecnología musical. El equipo se valió ampliamente de sintetizadores digitales de última generación, incluido un modulador de frecuencias y los sistemas Fairlight CMI y Synclavier PSMT, a veces combinados para crear sonidos nuevos. Jackson contrató al experto en Synclavier y diseñador de sonido Denny Jaeger para que creara elementos que se utilizarían en «Dirty Diana» y «Smooth Criminal». La programación de batería resultó en pasajes sonoros «más agresivos» que los surcos análogos de Thriller y Off The Wall. Entre los otros instrumentos se incluyen guitarras (tanto eléctricas como sintetizadas), órganos, bajo, percusión, saxofones y tablas de lavar.
El proceso se interrumpió en julio de 1984, cuando Jackson se embarcó en la gira musical de Victory con sus hermanos. El trabajo se reanudó en enero de 1985 después de que finalizara dicho compromiso y grabara la canción «We Are the World». A mediados de 1985 las labores se interrumpieron nuevamente con tal de que Jackson se prepara para filmar Captain EO, un cortometraje en cuarta dimensión hecho para los parques temáticos de Disney, cuya secuencia final presentaba una versión temprana de la canción «Another Part of Me». El trabajo de estudio se reanudó por segunda vez en agosto de ese mismo año y continuó hasta noviembre de 1986, cuando el cantante filmó el vídeo musical de «Bad». La grabación se retomó en enero de 1987, y el proceso finalizó oficialmente en junio de ese año.
Según algunos reportes, Jackson escribió sesenta canciones para este álbum pero solo grabó treinta, con el propósito de usarlas todas en un conjunto de tres discos, hasta que Jones le insistió en que lo redujera a un elepé de diez éxitos potenciales. Jackson es acreditado por haber compuesto nueve de los temas que conforman Bad; otros créditos de autoría incluyen a Terry Britten y Graham Lyle (por «Just Good Friends») y Siedah Garrett y Glen Ballard (por «Man in the Mirror»).

## Composición y letras
Bad es, musicalmente, un disco más pesado y «agresivo» que Thriller, con el que Jackson se alejó del sonido de surcos y voces agudas que caracterizó a sus dos producciones previas con Quincy Jones. Incorpora principalmente pop, rock, funk y R&B, pero también explora otros géneros como el soul  y hard rock. Stephen Thomas Erlewine, de Allmusic, señaló que Bad fue el asentamiento de Jackson en este último estilo y en el campo de la música adulta contemporánea, al llevar esencialmente «cada porción de Thriller al extremo» mientras que lograba un «inmaculado trabajo de estudio».
La letra de algunas canciones se relacionan con el romance y la paranoia, dos temáticas recurrentes en los álbumes de Jackson. «Bad» se concibió como un dúo entre él y Prince, quién declinó la oferta el día en que estudió las partes que le habrían correspondido cantar. Jackson también planeó duetos con Diana Ross, Whitney Houston, Aretha Franklin y Barbra Streisand, pero ninguno de estos tuvo lugar. Davitt Sigerson de Rolling Stone describió a «Bad» como una «progresión» de la canción «Hit the Road Jack», con letras que pueden percibirse como un momento de jactancia del cantante sobre su nivel de estrellato. Al contrario, Jackson cuenta en su autobiografía, Moonwalk (1988), que el tema es la historia de un chico que se ve asediado por malas influencias en su vecindario. Asimismo, Erlewine describió a «Dirty Diana» como un tema misógino, mientras que Sigerson dijo que sus letras —que describen a una depredadora sexual— «no apuntan a la oscuridad de “Billie Jean”; en cambio, Jackson suena intrigado y aprensivo por un desafío sexual, pero se siente libre de aceptarlo o rechazarlo». «Leave Me Alone» es «himno paranoico» y una «obvia expresión de desconfianza», a la vez que está dirigida a los tabloides y la cobertura general que se le dio al comportamiento y apariencia de Jackson en los años posteriores a Thriller. En «Man in the Mirror», el cantante da «un paso más allá» para ofrecer «una homilía directa de compromiso personal». Escrito por Siedah Garrett y Glen Ballard, este tema también incluye elementos de góspel y el coro de Andraé Crouch y The Winans. Su letra sugiere que «si quieres hacer del mundo un lugar mejor, échate un vistazo y luego haz un cambio» (en inglés: «if you wanna make the world a better place, take a look at yourself and then make a change»), invitando a pensar sobre las personas menos favorecidas.

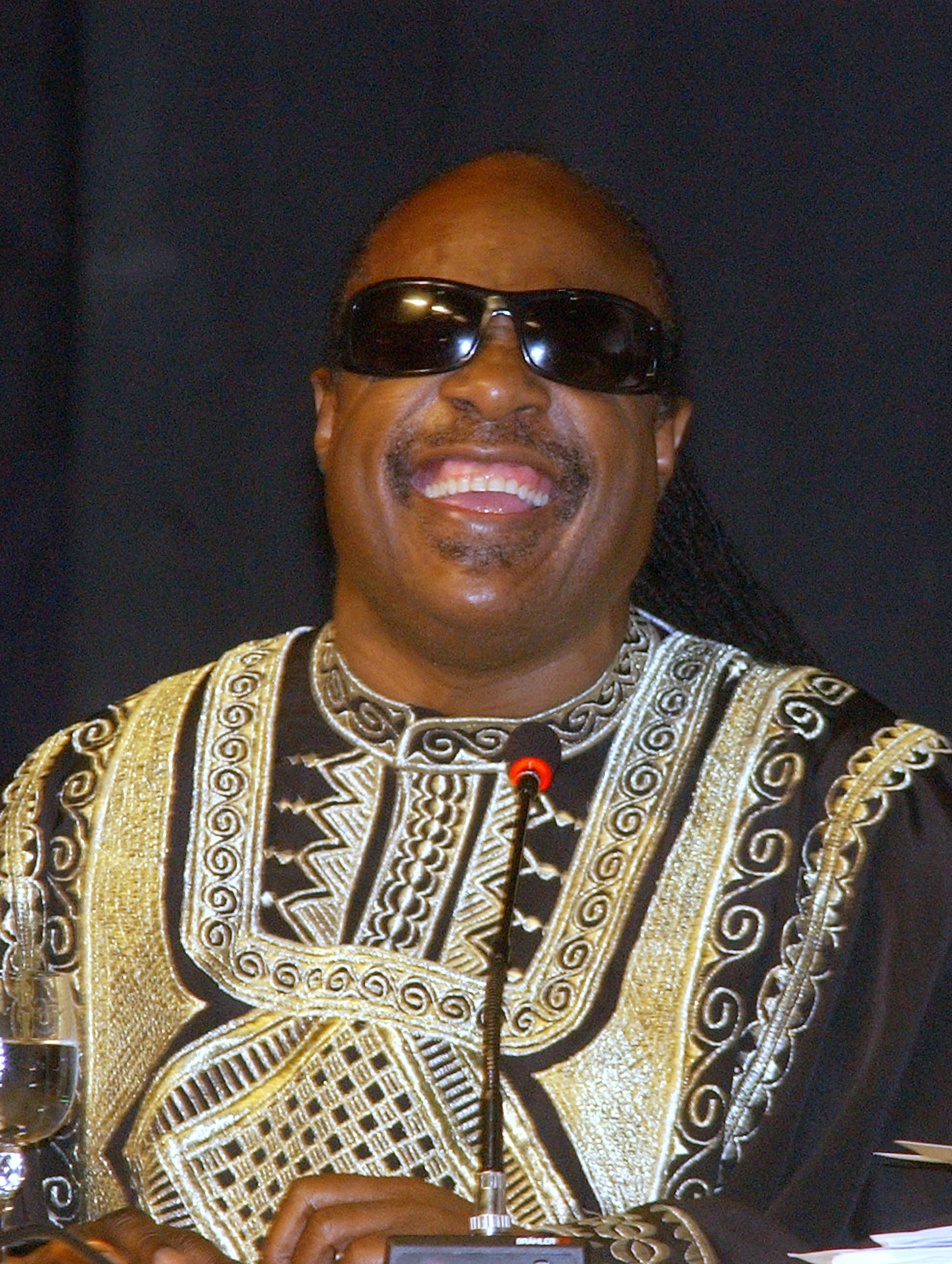
Stevie Wonder interpretó el tema «Just Good Friends» con Jackson en Bad.

La letra de «Liberian Girl» puede percibirse como un canto de «gratitud» por la «existencia de un ser querido», mientras que «Smooth Criminal» es reminiscente del estilo «palomitero» de «Thriller». Sigerson considera a esta última como un ejemplo del «lenguaje libre de Jackson», que mantiene a las personas «conscientes de [estar] al borde de varias realidades»; su letra describe la escena de un homicidio en la que Jackson pregunta repetidamente «Annie, are you okay?» («Annie, ¿estás bien?»). La pista instrumental de «I Just Can't Stop Loving You», un dúo con Garrett, consiste principalmente en chasquidos de dedos y timbales. «Just Good Friends» es un dueto con Stevie Wonder cuya inclusión en el álbum ha sido cuestionada por los críticos; Jones dijo en 2017: «Cometí un error con [“Just Good Friends”]. Eso no funcionó».
La madre de Jackson, Katherine Jackson, quería que él escribiera una canción R&B con ritmo de shuffle en Bad, la cual llegó a ser «The Way You Make Me Feel». El tema consiste en armonías de blues y un tono similar al jazz, comparable al sonido clásico de Motown de la década de 1960. Jackson canta los versos de «Speed Demon» en modo de staccato, luego su voz cambia a falsete para la parte media del tema. «Another Part of Me» trata sobre crear unión en el planeta. Los críticos Richard Cromelin (de Los Angeles Times) y Richard Harrington (de The Washington Post) asociaron la letra de la canción con el fenómeno de la Convergencia Armónica que ocurrió en el momento del lanzamiento del álbum. Su mensaje también puede tener connotaciones religiosas.

## Portada y título

El logotipo que identifica al álbum, diseñado por el artista Jeffrey Spear, se basa «en el concepto del grafiti callejero y la moda de pandillas urbanas».

La imagen de Jackson que ilustra la portada fue tomada por el fotógrafo Sam Emerson el día en que se filmó el videoclip de «Bad». Se optó por un diseño minimalista que resaltara la imagen de «chico malo» del cantante y que fuese reminiscente de dicho videoclip. En el costado izquierdo, casi en medio, se encuentra el artista vestido con un atuendo negro adornado con hebillas, botones y otros detalles de metal, además de lucir lentes de contacto marrones que le brindan brillo a sus ojos. El fondo es completamente blanco, de modo que «nada obstaculizara su figura». En el costado derecho, en letras negras de gran tamaño, está su nombre en posición vertical, y la parte superior reza «BAD» («MALO») en caracteres rojos con estilo de grafiti.
Jackson quiso en un principio que la imagen que representara a su álbum estuviese inspirada en una fotografía de la actriz Gloria Swanson que fue tomada en 1924. La cara del cantante se habría apreciado a través de una tela de encaje negra, tal como en aquel retrato de la actriz. Sin embargo, Walter Yetnikoff —el entonces director ejecutivo de CBS Records— rechazó la fotografía porque creía que esta «no representaba a Michael desde un punto de vista positivo», y luego se optó por un estilo más «urbano». De acuerdo con Fietta Jarque del periódico español El País, el título del álbum refleja un juego con la ambigüedad y las claras influencias callejeras, pues «en inglés, bad significa malo, pero en el argot de los barrios negros, bad es bueno». Según las declaraciones de Jackson que divulgó la revista Ebony en 1987, llamar así a la canción titular fue una «declaración atrevida» de su parte: «Pero lo digo con toda buena voluntad, no lo tomes demasiado en serio [...] es una forma de decir “eres genial, estás en lo correcto, eres duro”. No estoy diciendo que soy criminalmente malo».

## Lanzamiento
Bad fue publicado el 31 de agosto de 1987. Descrito como «el álbum más esperado de la historia» por el periódico Miami Herald, debutó en el número uno de la lista Billboard 200 y permaneció ahí durante seis semanas consecutivas. Vendió al menos dos millones de copias durante su primera semana en los Estados Unidos, y posteriormente obtuvo el certificado de diamante por la comercialización de diez millones de ejemplares en ese país. Sin embargo, no logró igualar las ventas de Thriller en dicho territorio, lo que motivó a los detractores del cantante a calificar este trabajo como una decepción. Michael Goldberg y David Handelman (dos editores de Rolling Stone) habían aseverado que «si Bad vende “solo” diez millones de copias, eso será más que prácticamente cualquier otro registro, pero podría verse como un fracaso para Michael Jackson».
En el Reino Unido, Bad debutó en el número uno de la lista de ventas, con 350 000 copias en su primera semana, y más tarde fue declarado como el álbum más vendido del territorio en 1987. Alcanzó el número uno en 25 países en total, incluyendo Austria, Canadá, Japón, Nueva Zelanda, Noruega, Suecia, Suiza y el Reino Unido. También figuró en el número trece en México y en el 22 en Portugal. Vendió siete millones de copias en todo el mundo durante su primera semana y 18 millones en su primer año. En 1991, se convirtió en el segundo álbum más vendido de todos los tiempos, detrás de Thriller, tras haber vendido 25 millones de unidades en todo el mundo.
En el Reino Unido, Bad recibió la certificación de platino trece veces. Vendió 980 000 copias al año siguiente de su lanzamiento en ese país, y fue el tercer álbum más vendido de 1989. También fue certificado siete veces platino por la Asociación Canadiense de la Industria de Grabación, por la comercialización de más de 700 000 copias en Canadá. En Europa, la reedición de 2001 fue certificada con platino por la Federación Internacional de la Industria Fonográfica (IFPI), por su venta de un millón de unidades. Además, obtuvo el mismo reconocimiento por dicha federación por el envío de 20 000 ejemplares a Hong Kong. A nivel mundial, Bad es el segundo álbum más vendido de Jackson, detrás de Thriller, con ventas cuantificadas en 35 millones de copias.

## Promoción
La estrategia promocional del álbum se inspiró en la de Thriller, cuyo éxito había tenido una influencia significativa en la industria musical. El primer sencillo de Bad, «I Just Can't Stop Loving You», es una balada a dueto, al igual que en Thriller con «The Girl Is Mine». Le siguieron tres canciones pop de mayor perfil comercial que venían respaldadas por vídeos musicales: «Bad» y «The Way You Make Me Feel». En el primero, Jackson ejecutaba por primera vez su característica agarrada de entrepierna, la cual fue reconocida como un gesto de carácter sexual y repetida por cantantes como Madonna. El cantante también vendió «Bad» a la compañía de gaseosas PepsiCo para una serie de comerciales de sesenta segundos protagonizada por él mismo. Este conjunto de prácticas propulsó las ventas del álbum y su desempeño en las tablas musicales.
Un especial sobre la vida de Jackson, The Magic Returns, se emitió en la cadena CBS durante el horario estelar en el día del lanzamiento de Bad. Al final del programa, el canal estrenó el cortometraje de la canción que encabeza el álbum, que fue dirigido por Martin Scorsese y contenía la actuación de Wesley Snipes, quien afirmó que su rol casi llegó a pertenecerle al cantante Prince. Estas estrategias, diseñadas en parte por Frank DiLeo —mánager de Jackson en aquel momento—, también incluyó un filme, Moonwalker (1988). El metraje contenía una antología sobre cómo Jackson escaló en la fama y segmentos con canciones de Bad, tres de los cuales se extrajeron para ser vídeos musicales: «Speed Demon», «Leave Me Alone» y «Smooth Criminal». La película cierra con una secuencia en la que Jackson canta su versión de «Come Together», un tema perteneciente al catálogo musical que recién había adquirido. Su lanzamiento en VHS es el más vendido de todos los tiempos en el mercado de vídeo doméstico. El segmento dramático de «Smooth Criminal» introdujo además la famosa inclinación antigravedad de Jackson, que se ejecutó con la ayuda de cuerdas de piano y un soporte de fijación al suelo.
Patrocinada por Pepsi, la gira mundial de Bad comenzó en Japón, lo que significó las primeras actuaciones de Jackson ahí desde 1972 y, además, su primera gira en solitario. En el apogeo de la «Michael manía», las cifras de las primeras catorce fechas en dicho país marcaron un récord de 450 000 asistentes, y se vendieron más de 60 000 copias de Bad. Jackson también realizó siete presentaciones con entradas agotadas en el estadio de Wembley, lo que superó los récords establecidos anteriormente por Madonna, Bruce Springsteen y Genesis. Al tercer concierto, el 16 de julio de 1988, asistió Diana de Gales, quien se acercó a Jackson antes del espectáculo para informarle que quería verlo interpretar «Dirty Diana», pues este era uno de sus temas favoritos de Bad. El cantante ingresó dos veces al libro Guinness de los récords mundiales por haber realizado la gira de mayor audiencia y recaudación. Esta también fue un gran éxito financiero, con sus ganancias de 125 millones USD. En total, se realizaron 132 conciertos en quince países para una audiencia de 4.4 millones de personas. Ya para octubre de 1988, Jackson era el artista con mayores ingresos económicos, generados conjuntamente por la gira, su autobiografía Moonwalk, el contrato con Pepsi y el manejo de otras licencias musicales. Luego de esta etapa, DiLeo dijo al periódico Los Angeles Times que Jackson se tomaría un descanso de la ardua labor de hacer giras.
Para la «era de Bad», Jackson usaba atuendos negros decorados con cremalleras y hebillas, similares al que usa en la portada del álbum. También dejó crecer su peinado jheri curl hasta los hombros y comenzó a usar delineador de ojos, lo que le daba un «encanto femenino». Sus presentaciones en vivo durante esta etapa también fueron descritas como «más agresivas» en comparación con su presencia de antes. Se considera además que la atracción hacia la vida personal del cantante resultó beneficiosa para el álbum. Los medios de comunicación (especialmente tabloides) usaban el apodo «Wacko Jacko» para referirse a él de manera burlona. Esto fue motivo para que el cantante se alejara del escrutinio público durante los años posteriores a Thriller e hiciera referencia a varias de las historias que se popularizaron acerca de él en el videoclip de «Leave Me Alone».

## Sencillos

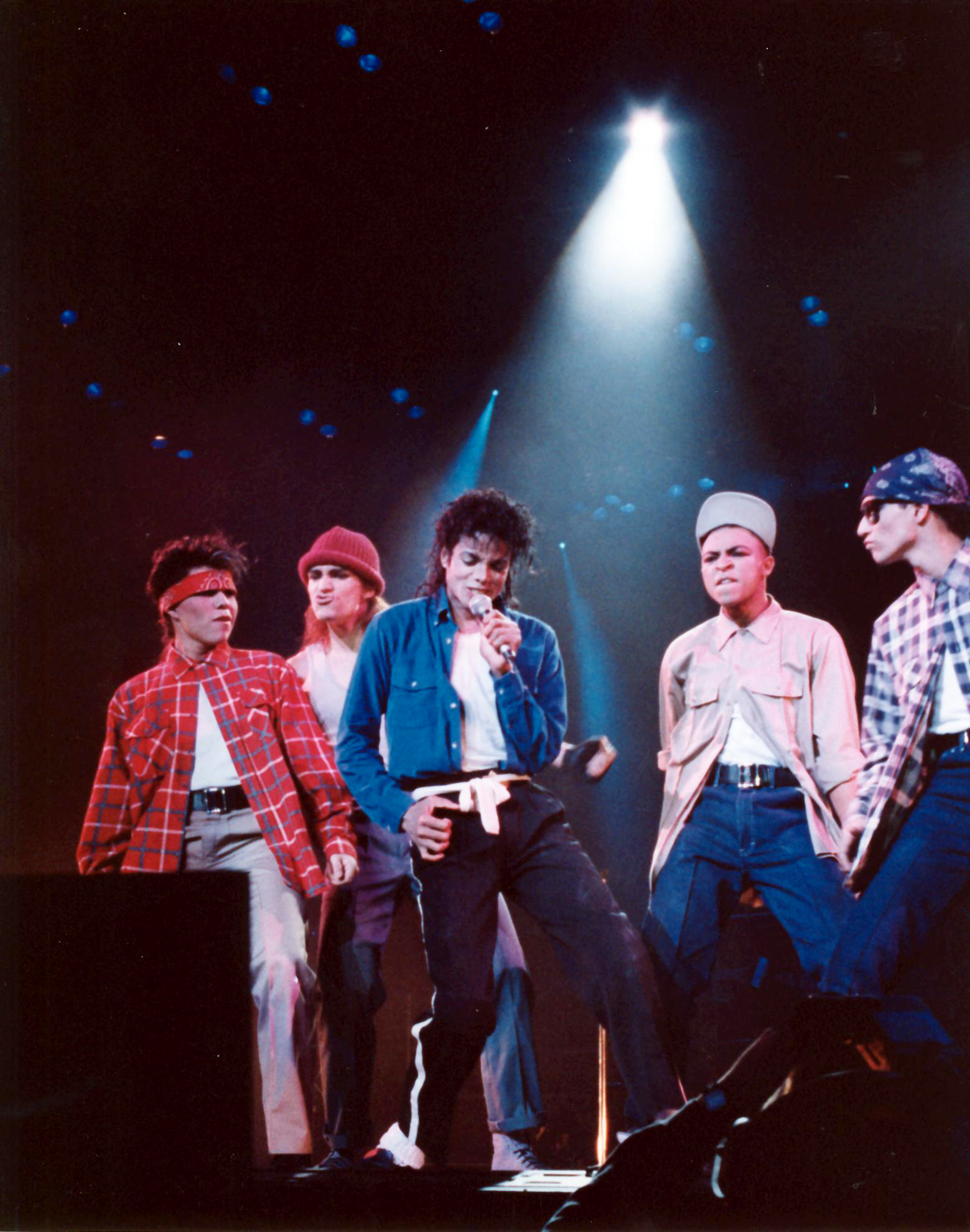
Jackson (en medio) con bailarines durante una interpretación de «The Way You Make Me Feel» en el Bad World Tour (1988).

De Bad derivaron nueve sencillos oficiales, de un total de once canciones. «Speed Demon» se destinó a estaciones de radio únicamente para su difusión, lo que deja a «Just Good Friends» como la única pista del álbum que no se publicó individualmente. Las que sí se promocionaron tuvieron el siguiente desempeño comercial:
- «I Just Can't Stop Loving You», un dueto con Siedah Garrett, fue el primer anticipo del álbum. Alcanzó el número uno en el Billboard Hot 100 y ocupó la misma posición en las listas musicales de Bélgica, Canadá, Irlanda, los Países Bajos, Noruega, España, el Reino Unido y Zimbabue.[81] Una versión en español, «Todo mi amor eres tú» (coescrita por Jackson y Rubén Blades), también se editó como sencillo de edición limitada.[82] Fue además la única ocasión en que Jackson grabó una canción en este idioma.[83]
- «Bad» encabezó el Billboard Hot 100 y permaneció ahí durante dos semanas consecutivas.[84] Con ello se convirtió en el segundo sencillo número uno del álbum y la octava entrada de Jackson al primer puesto de dicha tabla.[85] También alcanzó la cúspide del Hot R&B Singles y Hot Dance Club Play.[86] A nivel internacional fue igualmente exitosa, ubicada en la cima de las listas en otros siete países: Irlanda, Italia, Noruega, España, los Países Bajos, Canadá y Bélgica.[87][88][89][90][91][92][93]
- «The Way You Make Me Feel» fue el tercer éxito consecutivo número uno en el Billboard Hot 100,[86] así como en Irlanda y España.[94][95] Jackson interpretó esta canción en los premios Grammy de 1988.[96]
- «Man in the Mirror», otra canción que Jackson interpretó en los Grammy de 1988,[96] figuró en el primer puesto del Hot 100[97] y alcanzó otro número uno en Canadá e Italia. Fue nominada como «Grabación del año» en los Grammy de 1989.[98]
- «Dirty Diana» fue el quinto número uno de Bad en el Hot 100.[85] También figuró en el octavo puesto del listado Hot R&B.[86]
- «Another Part of Me» logró menos éxito en las tablas; su posición máxima en el Hot 100 fue el número once, pero encabezó la lista de sencillos de R&B.[86]
- «Smooth Criminal» se convirtió en el sexto sencillo en figurar entre los diez primeros puestos del Billboard Hot 100; su posición más alta fue la séptima casilla.[86] También alcanzó el número uno en Bélgica, Islandia, los Países Bajos y España.[99] Aunque no fue un número uno en dicha tabla, las reseñas retrospectivas de Bad la han considerado como una de las mejores canciones del conjunto y una de las más reconocibles de Jackson.[75]
- Lanzada fuera de los Estados Unidos y Canadá, «Leave Me Alone» encabezó las listas irlandesas y figuró dentro de los mejores diez sencillos en otros cinco países.[100][101] Su segmento en el filme Moonwalker (1988) obtuvo el premio al «Mejor Video Musical» en los Grammy de 1990.[98]
- El último sencillo del álbum, «Liberian Girl», no apareció en el Billboard Hot 100, pero ingresó en el «top 20» de varios países y fue número uno en Irlanda.[102] La canción ha sido muestreada y versionada por varios artistas, incluidos Chico Freeman, 2Pac y MC Lyte.[103]

Con tales registros, Bad se convirtió en el primer álbum con cinco sencillos que llegaron al tope del Billboard Hot 100 de manera consecutiva. En 2011, el récord fue empatado por el álbum Teenage Dream, de la cantante estadounidense Katy Perry. En el Reino Unido, siete de los sencillos de Bad alcanzaron los diez primeros puestos, lo que significó un récord para cualquier álbum de estudio durante más de veinte años; lo superó 18 Months, de Calvin Harris.

## Recepción crítica
Davitt Sigerson, de la revista Rolling Stone, opinó que Bad «es mejor álbum que Thriller», aunque carezca de un tema que equivaliera al «hito» de «Billie Jean». También dijo que el «relleno» del disco —a su criterio: «Speed Demon», «Dirty Diana» y «Liberian Girl»— hacen de este un trabajo «más rico, sexi y mejor que los [temas] olvidables de Thriller». De manera similar, John Murph (de The Atlantic), también calificó a las anteriormente mencionadas y a «Just Good Friends» y «Another Part of Me» como piezas de relleno, mientras que «Man in the Mirror», «The Way You Make Me Feel» y «Smooth Criminal» para él marcan el punto álgido de Bad; «Gran parte del éxito de [estas] canciones se debe a que Jackson suena menos preocupado por lograr un éxito que supere sus trabajos anteriores de lo que está por cantar buenas tonadas», expresó. En una reseña publicada por The New York Times, Jon Pareles calificó a Bad como «un disco bailable pegadizo y bien realizado por una enigmática estrella del pop». Si bien opinó que nada en este podría compararse con «Wanna Be Startin' Somethin'» (otro de los temas del álbum anterior de Jackson), dijo que sus arreglos creados con sintetizador son «nítidos» y «dan un golpe sólido». Por otro lado, Robert Christgau (de The Village Voice) emitió comentarios menos favorables. Si bien lo catalogó como «el álbum pop negro más fuerte y consistente en años» y dijo haber percibido la «maestría de estudio» y el «poder rítmico y vocal» de Jackson, lamentó la falta de canciones que tuvieran el mismo «genio» de «Beat It» o «Billie Jean», además de criticar las temáticas que el conjunto aborda.
The Daily Telegraph comentó que, aunque Bad fue otro éxito comercial a nivel mundial, «inevitablemente falló en igualar el éxito de Thriller, a pesar de la gira mundial masiva y agotadora de Jackson», aunque Sigerson menciona que la mejor manera de ver este trabajo es como una secuela de su predecesor. Richard Harrington, de The Washington Post, sintió que, si bien el álbum no pudo cumplir con las expectativas establecidas por el impacto de Thriller, sería «mucho más justo» comparar a Bad con Off the Wall, mientras que, en su opinión general, este es «un muy buen disco» que está «inmaculadamente producido y [contiene] algunas interpretaciones vocales brillantes de Jackson». No obstante, tanto él como Christgau y el editor Stephen Erlewine (de Allmusic) coincidieron al calificar a «Dirty Diana» como un tema misógino. Por su parte, Richard Cromelin de Los Angeles Times, describió a Bad como «una mezcla de soul y rock más que fuerte», y comentó que su estilo es más bien «reminiscente de la intensidad uniforme de Off The Wall que los picos y valles de Thriller». Murph, por otro lado, añade que Bad es un «fascinante álbum de transición hacia Dangerous», el álbum posterior de Jackson. Geylin Polivka, de la emisora NPR, comentó que el problema del álbum es que «Jackson parece haber perdido su independencia» en su tercera colaboración con Quincy Jones; «Hay demasiada algarabía de sintetizador. Michael Jackson es un artista carismático y talentoso, pero, desafortunadamente, Bad tiene más valles que picos».

### Revaluaciones
Zach Schonfeld, de la revista Newsweek, aseveró que Bad  fue definitorio para el sonido del «pop de finales de los ochenta». De acuerdo con John Murph, de The Atlantic, el álbum también estableció un nuevo estándar de innovación en cuanto a videos musicales, luego de audiovisuales como «Bad», «Smooth Criminal», «The Way You Make Me Feel» y «Leave Me Alone». Un redactor del Miami Herald reflexionó acerca de la anticipación que Bad generó en su momento, y exaltó su lanzamiento como el «más esperado de la historia [de la música]». En una revisión retrospectiva de BBC Music, Mike Diver consideró al mismo como un exponente histórico de la década de 1980: «Vendedor multimillonario de unidades, Bad fue (y sigue siendo) tan importante para la cultura popular de los ochenta como lo fue el auge del Walkman, las películas de Back to the Future y el asesinato de JR. Al igual que Thriller de 1982, es un álbum que pareció encontrar fácilmente un hogar dentro de la colección de discos de roqueros, poperos, punks y poetas por igual». También lo elogió por ser «lo mejor de lo mejor [de su tiempo]» y una «esencial obra maestra del pop». Para la revista Billboard, Gail Mitchell escribió que Bad es uno de los álbumes más importantes de su género en haber salido a finales de aquella década, y lo destacó como «uno de los álbumes más exitosos» en la historia de dicha publicación. VH1 expuso lo siguiente en 2009:

Comprensiblemente, las expectativas por el álbum fueran ridículamente altas y crecieron aún más después de que Jackson planeara duetos con gente como Prince (en la canción principal), Whitney Houston, Aretha Franklin y Barbra Streisand. Ninguna de esas colaboraciones sucedieron, sino que solo aumentaron el entusiasmo por el álbum. Bad fue un proyecto profundamente personal para Jackson —escribió nueve de las once canciones—, uno que lo hizo ganar más independencia y debutar con una apariencia y sonido más duros.

En 2009, Jim Farber del diario New York Daily News escribió que Bad «simplificó las peculiaridades» de los dos álbumes anteriores de Jackson y definió el trabajo «más fluido» del cantante hasta aquel punto. Para The Root, Matthew Allen afirmó que este fue el comienzo de los tres años en «flor de vida» de Jackson, en cuanto a «voz, composición, producción, interpretación y producción de vídeos». En el sitio web Albumism, Chris Lacy consideró que Bad es probablemente superior a Off the Wall y Thriller, y que las comparaciones con ambos trabajos son «irrelevantes», salvo por lo siguiente: «Bad es una obra maestra del pop pura que se encuentra en paralelo —y en ocasiones, eclipsa— a sus predecesores clásicos». También afirmó que este estableció un «nuevo estándar de oro para la música pop y el entretenimiento».
El escritor Joseph Vogel también manifestó su entusiasmo por la obra: «En Bad, la música de Jackson es en gran medida sobre motivar estados de ánimo, emociones viscerales y escenarios fantásticos»; según él, se trata de un trabajo «fascinante y fantasmagórico que [solo] un puñado de críticos reconoció desde el principio». Según Jayson Rodríguez de MTV, «suceder a los gemelos cañón que fueron Off the Wall y Thriller no sería una tarea fácil para la mayoría, pero el seguimiento de Jackson, Bad de 1987, fue formidable en todos los sentidos». El editor también sintió que el álbum fue «injustamente desestimado» por los críticos porque no superó el éxito comercial de Thriller, y que, durante la era de Bad, el «hipo vocal» de Jackson y su trastabillado «shamone» se convirtieron en el emblema de su música, a la vez que «resaltaban la emoción de sus letras».
La revista Rolling Stone ha incluido a Bad en su listado de los quinientos mejores álbumes de todos los tiempos: primero en 2003, cuando lo clasificó en el puesto 202; en 2012, conforme a cambios ligeros en la versión anterior, quedó en el 203, y en 2020 ascendió al 194. El álbum también está incluido en el libro de referencia musical 1001 discos que hay que escuchar antes de morir (2005).

## Lista de canciones
| N.º | Título                                              | Escritor(es)                 | Productor(es)                 | Duración |  |
| 1.  | «Bad»                                               | Michael Jackson              | Quincy Jones, Michael Jackson | 4:08     |  |
| 2.  | «The Way You Make Me Feel»                          | Michael Jackson              | Quincy Jones, Michael Jackson | 4:59     |  |
| 3.  | «Speed Demon»                                       | Michael Jackson              | Quincy Jones, Michael Jackson | 4:01     |  |
| 4.  | «Liberian Girl»                                     | Michael Jackson              | Quincy Jones, Michael Jackson | 3:53     |  |
| 5.  | «Just Good Friends» (con Stevie Wonder)             | Terry Britten, Graham Lyle   | Quincy Jones, Michael Jackson | 4:07     |  |
| 6.  | «Another Part of Me»                                | Michael Jackson              | Quincy Jones, Michael Jackson | 3:54     |  |
| 7.  | «Man in the Mirror»                                 | Siedah Garrett, Glen Ballard | Quincy Jones, Michael Jackson | 5:19     |  |
| 8.  | «I Just Can't Stop Loving You» (con Siedah Garrett) | Michael Jackson              | Quincy Jones, Michael Jackson | 4:14     |  |
| 9.  | «Dirty Diana»                                       | Michael Jackson              | Quincy Jones, Michael Jackson | 4:41     |  |
| 10. | «Smooth Criminal»                                   | Michael Jackson              | Quincy Jones, Michael Jackson | 4:17     |  |
| 11. | «Leave Me Alone»                                    | Michael Jackson              | Quincy Jones, Michael Jackson | 4:40     |  |

| Edición especial de 2001 |                                             |                               |                               |          |  |
| N.º                      | Título                                      | Escritor(es)                  | Productor(es)                 | Duración |  |
| 12.                      | «Quincy Jones Interview #1»                 |                               |                               | 4:03     |  |
| 13.                      | «Streetwalker»                              | Michael Jackson               | Michael Jackson               | 5:50     |  |
| 14.                      | «Quincy Jones Interview #2»                 |                               |                               | 2:52     |  |
| 15.                      | «Todo Mi Amor Eres Tú» (con Siedah Garrett) | Michael Jackson, Rubén Blades | Quincy Jones, Michael Jackson | 4:03     |  |
| 16.                      | «Quincy Jones Interview #3»                 |                               |                               | 2:31     |  |
| 17.                      | «Spoken Intro to Fly Away»                  |                               |                               | 0:14     |  |
| 18.                      | «Fly Away»                                  | Michael Jackson               | Michael Jackson               | 3:26     |  |

## Personal
- Michael Boddicker – teclado, sintetizadores, programación
- Casey Young – synclavier, sintetizadores
- John Barnes – piano
- Christopher Currell – teclado, guitarra digital, Synclavier, Chasquido de dedos
- Greg Phillinganes – teclado, sintetizadores
- Jimmy Smith – órgano Hammond B3 Midi
- Steve Porcaro – sintetizador programado
- Randy Kerber  – teclado, sintetizadores
- N'dugu Chancler - batería
- Paul Leim  – batería
- John Robinson – batería
- Douglas Getschal – batería electrónica
- Miko Brando – tambores
- Paulinho da Costa – percusión
- Ollie E. Brown – percusión
- How Now Brown Cow – percusión
- David Foster  – teclado, sintetizadores
- Steve Stevens – guitarra
- Dann Huff  – guitarra
- Gary Grant – trompeta y fliscorno
- Jerry Hey – trompeta y fliscorno
- Michael Jackson – coproductor, vocalista líder y de respaldo – batería
- Siedah Garrett - vocales
- Stevie Wonder – artista invitado
- Paul Jackson – guitarra
- Steve Stevens – guitarra
- Louis Johnson – bajo
- Nathan East - bajo
- Quincy Jones – productor
- Anthony Marinelli – programación del sintetizador
- Dean Parks – guitarra
- Jeff Porcaro – batería, bocina
- Bill Reichenbach – trombón
- Kim Hutchcroft – saxofón
- Larry Willams – sintetizador programado, Saxofón
- Bruce Swedien – ingeniero en sonido, mezclas
- Ezra Kliger - arreglos de cuerdas
- Nicholas Crabbe - oboe
- Rubén Blades – coautor de la letra en español en «Todo mi amor eres tú»
- Randee St. Nicholas – fotografías
- Letta Mbulu - voces en suajili
- Caiphus Semenya - arreglos de coros en suajili
- Tony DeFranco – voces en «Todo mi amor eres tú»
- Isela Sotelo – voces en «Todo mi amor eres tú»
- Darlene Kolden-Hoven – voces en «Todo mi amor eres tú»

## Certificaciones
| País           | Certificaciones | Ventas     |
| -------------- | --------------- | ---------- |
| Argentina      |                 | 60,000     |
| Australia      | 6x Platino      | 420,000    |
| Austria        | 4x Platino      | 200,000    |
| Brasil         |                 | 733,000    |
| Canadá         | 7x Platino      | 800,000    |
| Alemania       | 4x Platino      | 5,000,000  |
| Finlandia      | Oro             | 51,287     |
| Francia        | Diamante        | 1,950,000  |
| México         | Platino + Oro   | 500,000    |
| Nueva Zelanda  | 9x Platino      | 135,000    |
| Reino Unido    | 11x Platino     | 4,890,000  |
| Estados Unidos | Diamante        | 10,000,000 |